# Just Call Me
Just Call Me – pierwszy album studyjny zespołu The Jet Set wydany 24 lipca 2006. Jego reedycja ukazała się w 2007 roku.

## Lista utworów
1. „Just Call Me”
2. „Tell Me Why”
3. „How Many People”
4. „The Beat of Your Heart”
5. „Let Me Hit On You”
6. „Hard 2 C”
7. „Let's Give It Up”
8. „Tjs”
9. „Think About”
10. „How Many People” (Club Version)
11. „Just Call Me” (Dad)
12. „Just Call Me” (Teledysk)
13. „How Many People” (Teledysk)

## Reedycja
1. „Time to Party” (muz. Andy Palmer, sł. Kamil Varen, David Junior Serame) – 3:14
2. „How Many People – How Many” (muz. Mateusz Krezan, sł. Kamil Varen, David Junior Serame) – 2:59
3. „Just Call Me – Now” (muz. Andy Palmer, sł. Kamil Varen, David Junior Searame) – 3:75
4. „Tell Me Why” (muz. Andy Palmer, sł. Kamil Varen, David Junior Serame) – 3:37
5. „The Beat of Your Heart” (muz. Andy Palmer, sł. Kamil Varen, David Junior Serame) – 4:07
6. „Let Me Hit On You” (muz. Andy Palmer, sł. Kamil Varen, David Junior Serame) – 4:14
7. „Hard 2 C” (muz. David Junior Serame, David Paulicke sł. David Junior Serame) – 3:45
8. „Let's Give It Up” (muz. Andy Palmer sł. Kamil Varen, David Junior Serme) – 4:07
9. „Think About” (muz. David Junior Serame, David Paulicke sł. David Junior Serame) – 3:26
10. „How Many People – Wants To Be Loved” (Club Version) (muz. Mateusz Krezan sł. Kamil Varen) – 5:00
11. „Just Call Me – Dad” (muz. Andy Palmer, Mateusz Krezan sł. Kamil Varen) – 4:07

Bonus Tracks
1. „Get It Right” (muz. Mateusz Krezan, David Junior Serame sł. David Junior Serame) – 3:10
2. „Who Drives Me Home” (muz. Lucjan Borek sł. DONA) – 3:39
3. „You Be You” (muz. Mateusz Krezan sł. David Junior Serame) – 3:47

### DVD
1. Teledyski
  1. „Time to Party” (reż. Janusz Tatarkiewicz) – 3:14
  2. „How Many People – How Many” (reż. Janusz Tatarkiewicz) – 3:00
  3. „Just Call Me – Now” (reż. Janusz Tatarkiewicz) – 3:15
2. Za kulisami
  1. A Capella
  2. Próby taneczne
  3. Przed koncertem
  4. Na scenie
  5. Śmieszne
  6. Chwila relaksu
  7. Happy Birthday
3. Pogaduchy
4. Presentation

## Notowania i certyfikaty
| Kraj   | Lista (2006) | Najwyższa pozycja na liście | Certyfikat  | Sprzedaż |
| ------ | ------------ | --------------------------- | ----------- | -------- |
| Polska | ZPAV (OLiS)  | 35                          | złota płyta | 15 000+  |